# Alimentación por filtración

Kril alimentándose de fitoplancton (imágenes retardadas por un factor de 12).

La alimentación por filtración es un comportamiento alimentario extendido entre algunos grupos de animales acuáticos basado en la filtración sistemática y masiva de agua. La presa es capturada mediante estructuras anatómicas que lo separan de su medio. Se denomina a menudo a estos animales con el nombre de filtradores o suspensívoros, si bien los términos se usan de forma indistinta, el término filtrador suele hacer referencia a animales que buscan activamente los lugares de alimentación, mientras que los suspensívoros acostumbran a vivir fijados sobre el sustrato en lugares con fuertes corrientes y que es el agua la que pasa a través de ellos, cosa que implica una mayor "pasividad" (activo, pasivo) en la investigación de alimento. Los filtradores pueden tener un papel importante en la clarificación del agua.

## Ejemplos
Algunos animales que utilizan este método de alimentación son los bivalvos, el kril, esponjas, briozoos, ctenóforos, braquiópodos, branquiópodos, canalipalpados, equiuroideos, cnidarios (gorgonias, corales y medusas), entoproctos, pepinos de mar, foronídeos, sipúnculos, urocordados, tunicados, poliquetos. Entre los vertebrados hay algunas aves, como el flamenco, ballenas filtradoras, y muchos peces (incluyendo algunos tiburones).

### Aves

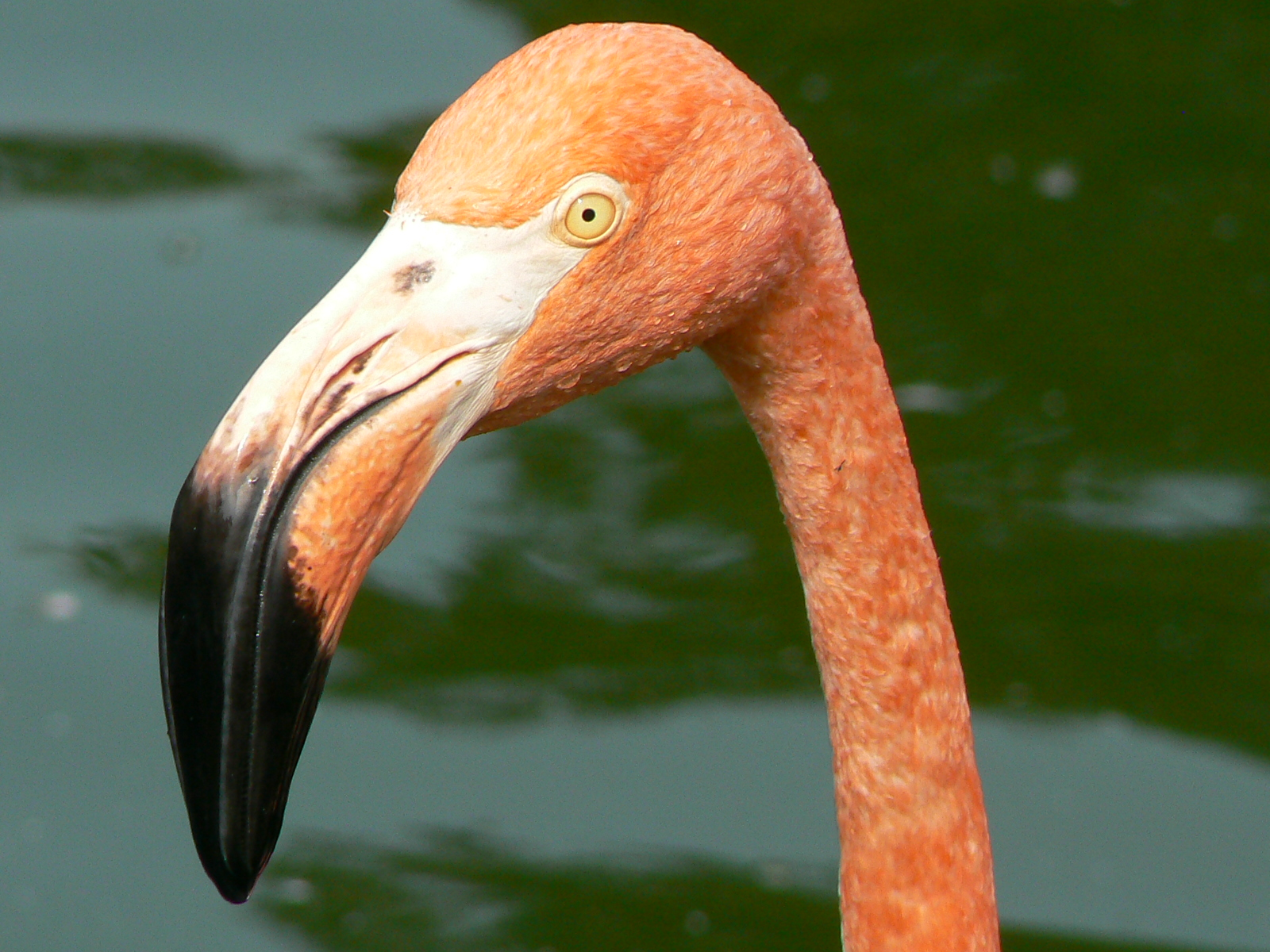
El pico arcuat está muy adaptado a los fondos

Los flamencos filtran los crustáceos de los salobrales. sus picos de forma especial están adaptados a separar el barro de los alimentos. Para ayudar a filtrar tiene unas estructuras pilosas llamadas delgas entre la mandíbula y la lengua.

### Pterosaurios

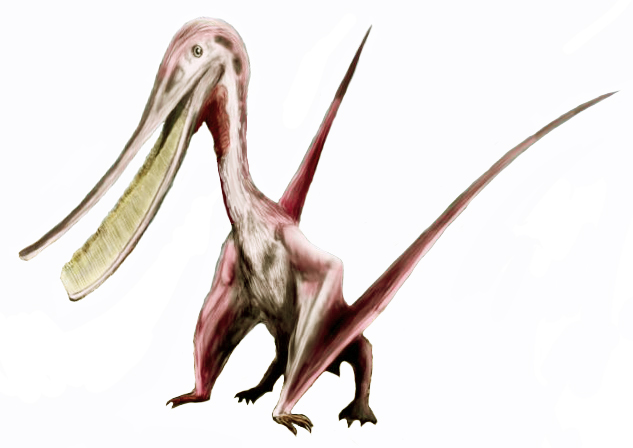
El color rosado de este Pterodaustro es hipotético, pero se basa en el color de los flamencos

Ciertas especies de pterosaurios se alimentaban por filtración, tenían delgas similares a la de los flamencos. Estos pterosaurios filtradores pertenecían a la familia Ctenochasmatidae, e incluyen Pterodaustro y Ctenochasma

### Ballenas misticetos
Las ballenas que filtran se incluyen en el suborden Mysticeti, de los Cetacea. Se caracterizan para tener placas de ballena filtradoras en lugar de tener dientes como en cambio tiene el suborden Odontoceti.

### Peces
Muchos peces forrajeros son filtradores de alimento. Por ejemplo el Menhaden del Atlántico, vive del plancton que captura en el agua marina de mediana profundidad. También son un freno a la marea roja.
Especies extintas como Leedsichthys, Bonnerichthys y Rhinconichthys, son parte de un linaje de grandes peces óseos filtradores que nadaron en los mares del Mesozoico por cerca de 100 millones de años, desde el Jurásico Medio hasta el final del período Cretácico.
Respecto a los peces cartilaginosos, hay cuatro subclases de tiburones filtradores entre ellos el tiburón ballena.

### Artrópodos
Aegirocassis un género extinto de radiodonto, que vivió hace 480 millones de años durante el inicio del Ordovícico, descrito como el fósil más antiguo conocido de un animal de tamaño mayor que presentó una alimentación por filtración.
Respecto a los crustáceos,

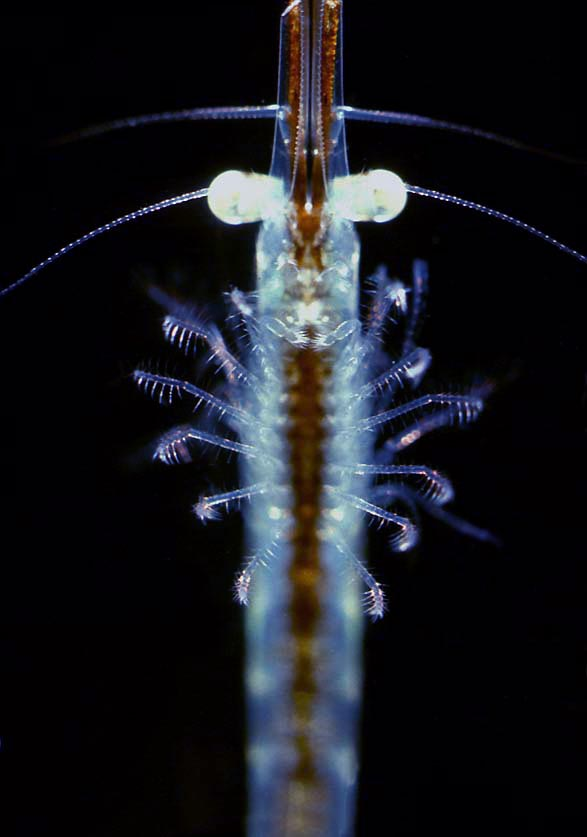
Cesto de filtraje de un Mysidacea

- Los Mysidacea son pequeños crustáceos que viven cerca de la costa y flotan sobre el fondo del mar, constantemente recogen partículas con su cesta del filtraje. Son una fuente importante de alimento por varios pescados como el bacalao. Los mísids tienen una alta resistencia a las toxinas en las zonas contaminadas, y pueden contribuir al hecho que sus depredadores tengan altos niveles de toxinas.
- El kril antártico se las arregla para utilizar directamente las diminutas células del fitoplancton, que cabe otro animal más grande que el kril puede hacer. Esto se consigue a través de la alimentación por filtración, utilizando las desarrolladas patas delanteras del kril de las patas delanteras, proporcionando un aparato muy eficiente de filtrajes: los seis toracòpodes forman un muy eficaz «cesta de la alimentación» que se utiliza para recoger el fitoplancton de las aguas abiertas.[6] En la animación a la parte superior de esta página, el kril plana en un ángulo de 55° al lugar. En concentraciones más bajas de alimentos, la cesta de alimentación es empujada a través del agua durante más de medio metro en una posición abierta, y entonces las algas se peinan por la apertura de la boca con «setae» especiales al lado interior de las toracòpods.
- Todas las 1220 especies conocidas de percibas se alimentan por filtración, usando las suyas altamente modificadas patas para dirigir ninguna ellos el plancton del agua.

### Moluscos
Los bivalvos son moluscos acuáticos con dos conchas. La mayoría de los bivalvos son filtradores aunque hay de carroñeros y depredadores. Los bivalvos cubiertos en tierra usan sifones a la superficie para alimentarse.
Como ejemplo, la ostra dirige agua a través del latido de los cilios. desde la ganya se transporta a la boca el alimento. Cada ostra filtra hasta 5 litros de agua por hora.

### Esponjas

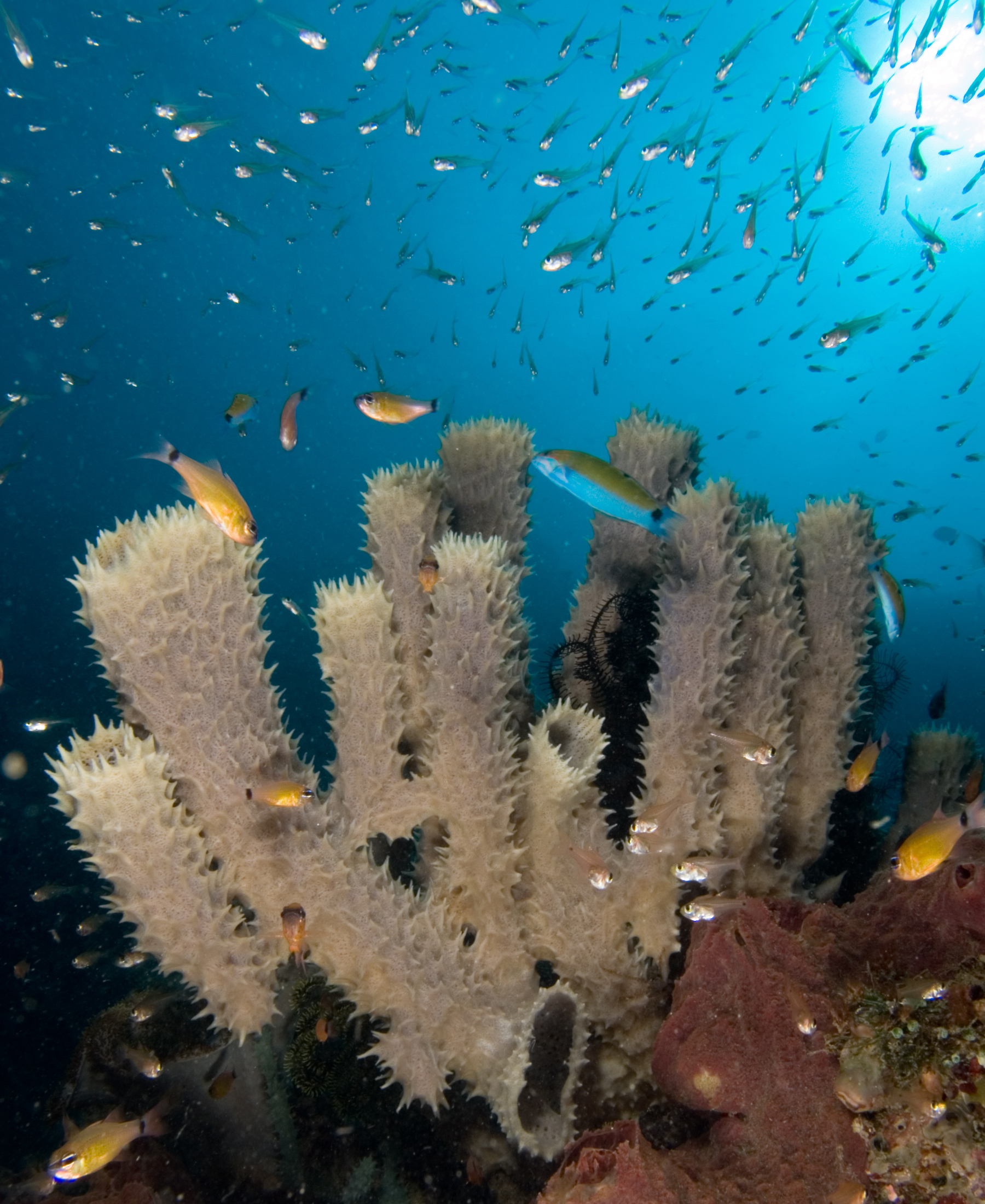
Esponjas tubulares atrayendo pescados pequeños

Las esponjas no tienen un auténtico sistema circulatorio; en lugar de él crean una corriente de agua que se usa para la circulación. Los gassos disueltos se traen a lès células y entran por difusión. También los residuos metabólicos se transfieren al agua por difusión. Las esponjas del género Leuconia, por ejemplo, que hace unos 10 cm de alto y 1 cm de diámetro. Se estima que entra agua por más de 80.000 canales a 6 cm por minuto. Ese ratio de circulación permite una fácil captura de comida por parte de las celulas. Toda el agua se expele por un solo osculum a una velocidad de 8,5 cm/segundo.

### Cnidarios
La medusa Aurelia aurita tiene un conjunto de fibras que lo empujan lentamente por el agua. El movimiento es tan lento que los copépodos no se dan cuenta y no pueden reaccionar con la respuesta de escapar.

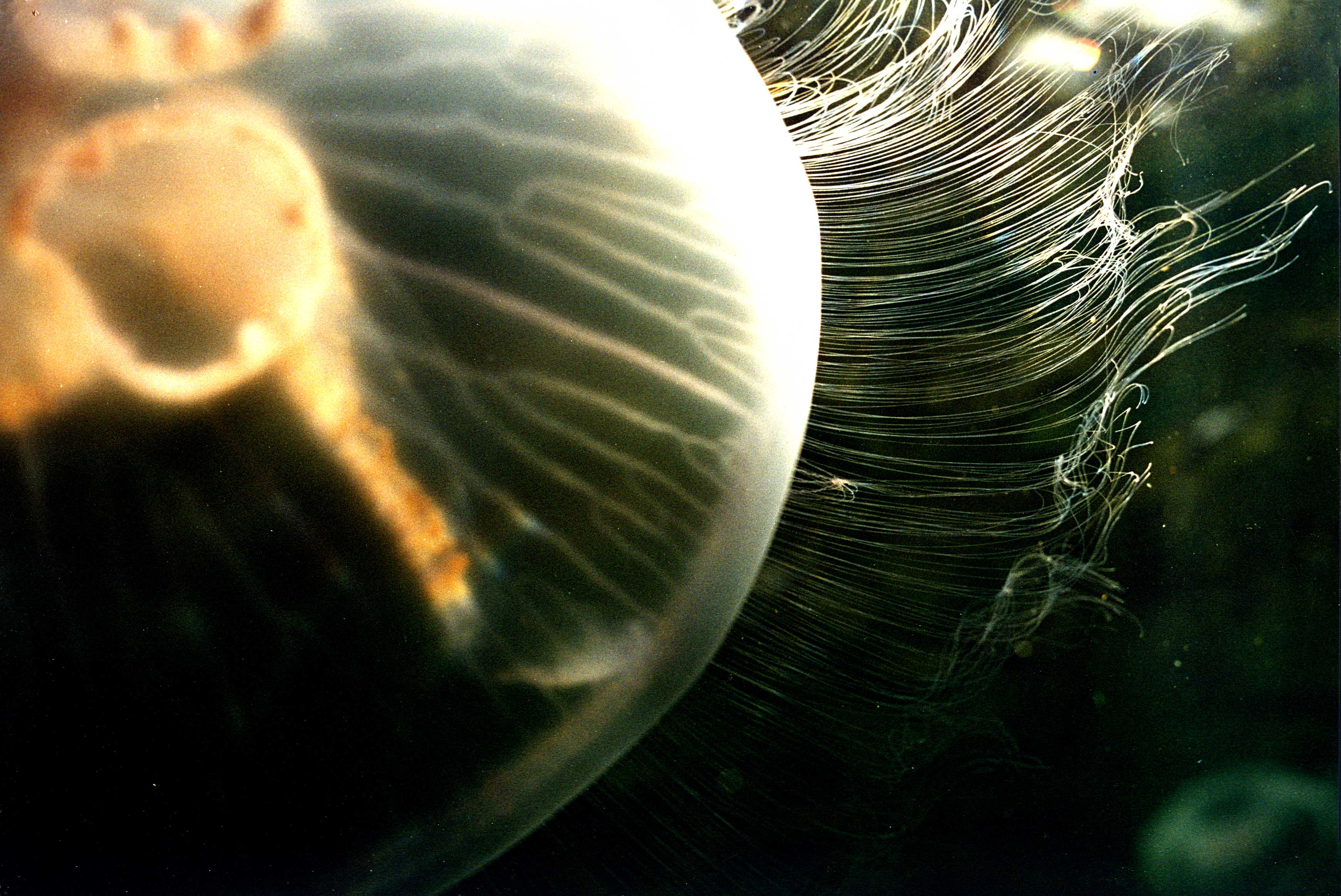
Una Aurelia a laMar Báltica.
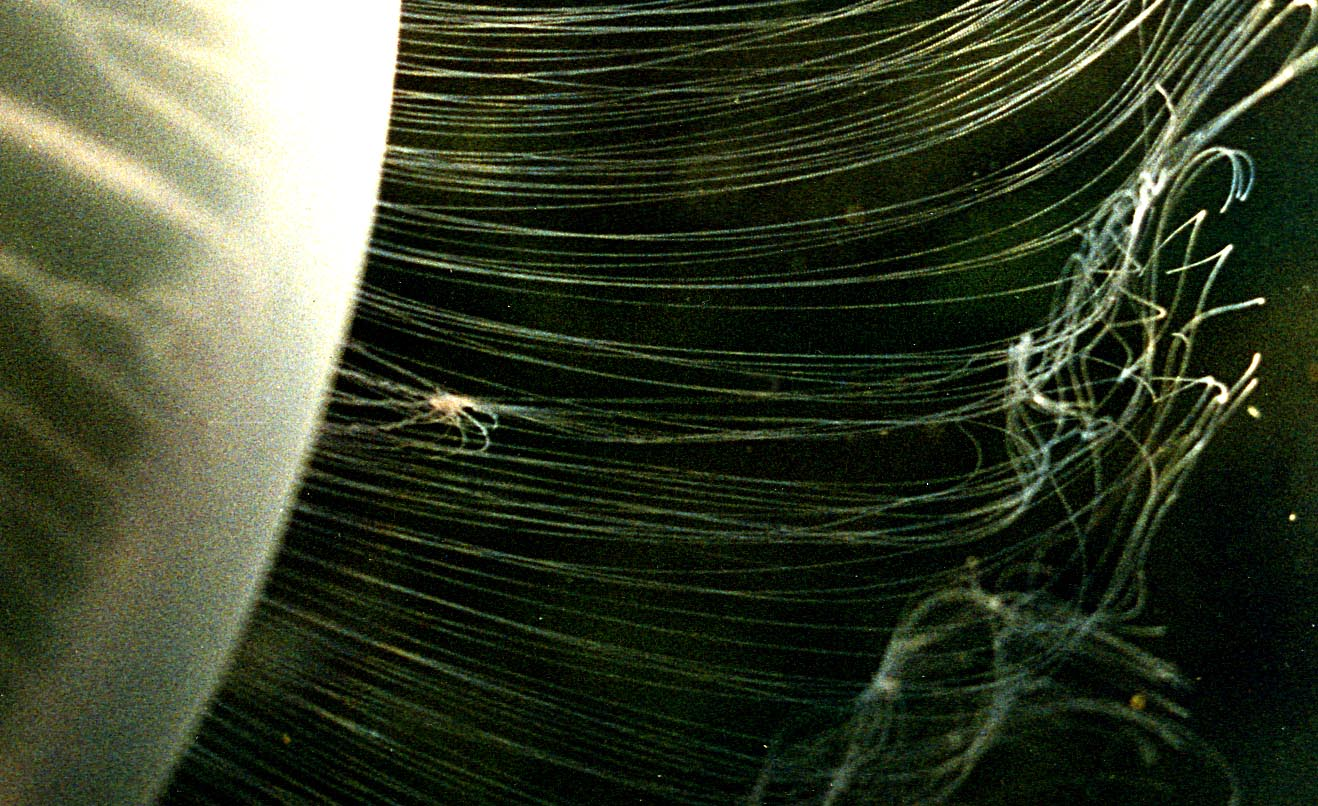
Mostrando la presa, probablemente un copépodo.
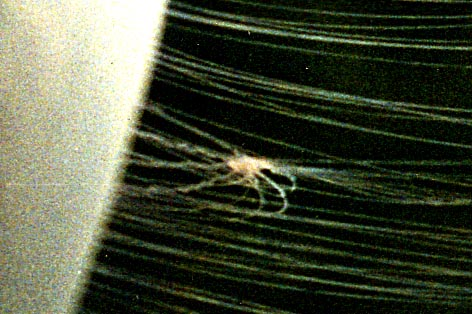
La presa es dirigida al cuerpo por contracción de las fibras.